# Acid carboxylic

Công thức tổng quát của acid carboxylic.

Acid carboxylic là một loại acid hữu cơ chứa nhóm chức carboxyl. Công thức tổng quát của loại acid này là R-C(=O)-OH, đôi khi được viết thành R-COOH hoặc R-CO2H, trong đó R- có thể đơn giản là một nguyên tố hydro hoặc gốc nhiều hơn một nhóm chức hydrocarbon.
Acid carboxylic tồn tại ở nhiều dạng khác nhau trong đời sống, với ví dụ cụ thể là amino acid (đơn vị cơ bản của protein) hoặc acid acetic (trong giấm ăn). Khi mất đi một proton (H+), nhóm chức carboxyl sẽ trở thành một anion carbonxylate.

## Tính chất vật lý

Liên kết hydro theo kiểu 2 phân tử (dimer).

### Tính tan
Acid carboxylic là một chất có tính phân cực. Do các acid carboxylic vừa có phân cực âm ở nguyên tố oxygen của nhóm carbonyl (-C=O) vừa có phân cực dương ở nguyên tố hydrogen của nhóm hydroxy (-OH), các chất này có thể liên kết hydro với nhau và thường tồn tại dưới dạng dimer trong các loại dung môi không phân cực. Các acid carboxylic nhỏ (có khoảng từ 1 đến 5 carbon) có thể tan được trong nước. Trong khi đó, khả năng tan trong nước của các acid carboxylic lớn hơn bị hạn chế bởi khi càng tăng độ dài chuỗi alkyl (gốc ki nước), tính kỵ nước của acid sẽ càng tăng. Các loại acid lớn hơn này thường tan trong các loại dung môi có tính phân cực yếu hơn như ether hay alcohol. Khi tác dụng acid carboxylic, bất kể lớn hay nhỏ, với dung dịch sodium hydroxide, sản phẩm thu được sẽ là một loại muối natri tan được trong nước.

### Nhiệt độ bay hơi
Acid carboxylic thường có nhiệt độ bay hơi lớn hơn nước hay alcohol do có diện tích bề mặt lớn hơn và có liên kết hydro giữa dimer ổn định hơn. Để có thể bay hơi, cần một lượng nhiệt bay hơi đáng kể để có thể phá vỡ liên kết giữa các dimer hoặc khiến cho cả dimer cùng bốc hơi. Ví dụ ethanol C2H5OH sôi ở 78,3 °C còn acid acetic CH3COOH sôi ở 118 °C.

### Tính Acid
Theo thuyết acid-base Bronsted-Lowry, acid carboxylic được phân loại acid là do chất này có thể nhường proton H+. Chất này là một trong những loại acid phổ biến trong hóa học hữu cơ.
Acid carboxylic là một acid yếu. Trong môi trường nước nó bị phân li thành cation H3O+ và anion RCOO− nhưng với tỉ lệ rất thấp. Ví dụ, ở nhiệt độ trong phòng thí nghiệm, trong 1 mol dung dịch acid acetic thì chỉ có 0.4% acid acetic bị phân li.
RCOOH ↔ RCOO- + H+
Trong một phân tử của acid carboxylic, nếu tồn tại các nguyên tố hay nhóm chức rút electron như fluor hay clo, acid carboxylic đó sẽ mạnh hơn. Ví dụ, pKa (hằng số điện li acid) của acid formic bằng 3.75. Tuy nhiên khi thay C-H của acid formic thành C-CF3 để trở thành acid trifluorrouacetic thì pKA giảm xuống còn 0.23 (tính acid mạnh hơn). Ngược lại, nếu trong phân tử của acid carboxylic tồn tại các nguyên tố hay nhóm chức nhường electron, thì acid carboxylic đó sẽ yếu hơn. Ví dụ, nếu thay nhóm C-H của acid formic thành C-CH3 để trở thành acid acetic, pKa sẽ tăng từ 3.75 lên 4.76 (tính acid yếu hơn)

### Mùi thơm
Các acid carboxylic thường có một mùi chua nồng. Tuy nhiên, ester, một biến thể của acid carboxylic, đa phần lại có một mùi hương rất dễ chịu, và được dùng phổ biến trong sản xuất nước hoa.

### Đặc điểm nhận dạng
Phương pháp quang phổ hồng ngoại có thể được dùng để nhận dạng acid carboxylic hoặc nhóm carboxyl trong mẫu thử. Dao động của liên kết C=O (nhóm carbonyl) của acid carboxylic sẽ cho ra một mũi hấp thụ nhọn ở số sóng khoảng giữa 1680 và 1725 cm−1. Đồng thời, dao động của liên kết O-H (nhóm hydroxy) sẽ cho một mũi rộng ở số sóng từ 2500 đến 3000 cm−1. Khi dùng phương pháp cộng hưởng từ hạt nhân hydro-1, theo lý thuyết, nguyên tố hydro của nhóm hydroxy sẽ cho tín hiệu ở khoảng 10-13 ppm. Tuy nhiên trong thực tế, kết quả này thường không rõ ràng khi acid carboxylic sẽ trao đổi liên tục với nước khiến cho thiết bị không đo đạc chuẩn xác được.

## Tính chất hóa học
- Tính acid: làm đổi màu chất chỉ thị là quỳ tím thành đỏ hồng. Tác dụng với các kim loại hoạt động, các dung dịch base và muối:

CH3COOH + NaHCO3 → CH3COONa + CO2 + H2O
2CH3COOH + Mg → (CH3COO)2Mg + H2↑
- Tác dụng với rượu tạo hợp chất ester và nước (xúc tác H+)

CH3COOH + CH3-CH2-OH ↔ CH3-C(O)-O-CH2-CH3 + H2O
Muốn phản ứng xảy ra hoàn toàn cần có chất xúc tác là Acid sulfuric H2SO4 đặc để hút nước

## Điều chế
- Oxy hóa rượu etylic bằng ôxi trong không khí nhờ men giấm.

CH3-CH2-OH + O2 → CH3COOH + H2O
- Tổng hợp từ acetylen:

C2H2 + H2O → CH3CHO (xúc tác Thủy ngân Sunfat 80 °C)
CH3CHO + 1/2O2 → CH3COOH (xúc tác: Mn2+, nhiệt độ)
- Ngoài ra, có thể điều chế theo cách sau:
Đầu tiên oxy hóa alcohol:
R-CH2-OH + O2 → R-CHO + H2O
Sau đó oxy hóa tiếp aldehyde thu được:
R-CHO + [O] → R-COOH

## Danh pháp
Tên thông dụng của các acid carboxylic thường được đặt theo tên của nguồn gốc tìm ra chúng như: acid formic,acid valeric,..
Danh sách một số Acid carboxylic no đơn chức, mạch thẳng.
| Số nguyên tử Carbon | Tên thông dụng  | Danh pháp IUPAC   | Công thức cấu tạo | Thường có trong                                |
| ------------------- | --------------- | ----------------- | ----------------- | ---------------------------------------------- |
| 1                   | Acid formic     | Acid methanoic    | HCOOH             | Nọc của côn trùng (đặc biệt là kiến - formica) |
| 2                   | Acid acetic     | Acid ethanoic     | CH3COOH           | Giấm ăn                                        |
| 3                   | Acid propionic  | Acid propanoic    | CH3CH2COOH        | Các sản phẩm phân hủy của đường                |
| 4                   | Acid butyric    | Acid butanoic     | CH3(CH2)2COOH     | Bơ ôi                                          |
| 5                   | Acid valeric    | Acid pentanoic    | CH3(CH2)3COOH     | Cây nữ lang (Valeriana officinalis)            |
| 6                   | Acid caproic    | Acid hexanoic     | CH3(CH2)4COOH     | Mỡ động vật, Vani                              |
| 7                   | Acid enanthic   | Acid heptanoic    | CH3(CH2)5COOH     |                                                |
| 8                   | Acid caprylic   | Acid octanoic     | CH3(CH2)6COOH     |                                                |
| 9                   | Acid pelargonic | Acid nonanoic     | CH3(CH2)7COOH     |                                                |
| 10                  | Acid capric     | Acid decanoic     | CH3(CH2)8COOH     |                                                |
| 12                  | Acid lauric     | Acid dodecanoic   | CH3(CH2)10COOH    | Có nhiều trong dầu dừa                         |
| 18                  | Acid stearic    | Acid octadecanoic | CH3(CH2)16COOH    | Có nhiều trong mỡ bò                           |

## Ứng dụng

### Acid acetic
Acid acetic là nguyên liệu để tổng hợp polymer (Ví dụ như: polivinyl acetat, xenlulozơ acetat...), nông dược (thuốc diệt cỏ natri monocloacetat, các chất kích thích tăng trưởng và làm rụng lá như 2,4-D; 2,4,5-T,...), công nghiệp nhuộm (nhôm acetat, crôm acetat, sắt acetat,...) và một số hóa chất hay dùng trong đời sống như aceton, etyl acetat, isoamyl acetat, v.v...
Dung dịch acid acetic 2-5% thu được khi lên men giấm cho dd đường, rượu etylic... dùng làm giấm ăn.

### Acid lauric, acid panmitic, acid stearic và acid oleic
Các acid lauric n-C11H23COOH, panmitic n-C15H31COOH, stearic n-C17H35COOH và oleic cis-CH3[CH2]7CH=CH[CH2]7COOH có trong thành phần dầu mỡ động vật và thực vật dưới dạng triester của glixerol. Muối natri của chúng được dùng làm xà phòng. Các acid panmitic và stearic được trộn với parafin để làm nến.

### Acid benzoic
Acid benzoic (A. benzoic acid; cg. acid phenyl formic, acid benzencarboxylic), C6H5COOH. Hợp chất thuộc loại acid carboxylic thơm đơn giản nhất. Tinh thể hình kim hay hình vảy, màu trắng; tnc = 121,7 oC; ts = 249 oC; tthh = 100 oC. Tan trong dung môi hữu cơ và nước nóng. Điều chế bằng cách oxi hoá toluen bằng acid nitric hoặc acid cromic hoặc bằng oxi không khí (trong pha lỏng), decarboxyl hoá anhydride phtalic trong pha khí ở 340 oC với chất xúc tác ZnO. Dùng để bảo quản thực phẩm, thuốc lá, keo dính; sản xuất phẩm nhuộm, dược phẩm và chất thơm. Trong y học, dùng làm thuốc sát trùng, diệt nấm.

### Acid oxalic HOOC-COOH và acid manlonic HOOC-CH2-COOH
- Acid oxalic khá phổ biến trong giới thực vật dưới dạng muối. Trong nước tiểu người và động vật có một lượng nhỏ calci oxalat. Acid oxalic có tính khử; phản ứng oxy hóa acid oxalic thành CO2 nhờ tác dụng với KMnO4 được dùng trong hóa phân tích.
- Acid malonic chứa nhóm methylen linh động, dễ tham gia phản ứng ngưng tụ kiểu croton, mặt khác dễ bị decarboxyl hóa bởi nhiệt, sinh ra acid acetic. ester diethyl malonat CH2(COOC2H5)2 được dùng trong tổng hợp hữu cơ, đặc biệt là tổng hợp acid carboxylic tăng 2 carbon từ dẫn xuất halogen.